# Ultimo (1913)
Ultimo ist ein deutsches Stummfilmdrama aus dem Jahr 1913 mit Erich Kaiser-Titz in der Titelrolle.

## Handlung
Garrick und Seabert sind zwei Börsenspekulanten. Ihr Hauptspekulationsfeld ist der Getreidehandel. Während Seabert gerade eine ungeheure Hausse erlebt, läuft es für Garrick weitaus schlechter. Durch Seaberts massiven Ankauf aller Getreidevorräte, der den Preis nach oben katapultieren lässt, ist Garrick am Ultimo zahlungsunfähig. Seabert nützt diesen Engpass Garricks gnadenlos aus: er verlangt all das an diesem Tag ihm auszuzahlende Geld, sollte Garricks Tochter Helen sich weigern, Seaberts Ehefrau zu werden. Helen aber liebt den Rechtsanwalt Johnson. Doch sie willigt schließlich ein, den ungeliebten Seabert zu heiraten, um ihren Vater aus dem Dilemma zu retten. 
Seabert ist Händler und Sammler durch und durch, und so finden sich neben Helen als vorzeigbare Gattin auch diverse anderen Damen ein, darunter eine Opernsängerin und die Erzieherin des Sohnes, den Helen zur Welt bringt. Zähneknirschend nimmt Helen die außerhäuslichen Seitensprünge ihres treulosen Gatten hin, aber die in ihren eigenen vier Wänden, also die mit der Gouvernante, mit der Seabert offen Küsse austauscht, ist sie nicht bereit zu dulden und will daher jene junge Dame bei nächster Gelegenheit hinauswerfen. Denn diese Impertinenz ihres Gatten verursacht bei Helen starkes Herzrasen, wogegen sie tropfenweise Morphium schluckt. Als sie wieder einmal angewidert beobachten muss, wie der Gatte aus dem Zimmer der Gouvernante kommt, schüttet sie in geistiger Abwesenheit den gesamten Morphiumvorrat in ein Glas. Ihr Mann, kaum im ehelichen Schlafzimmer angekommen, hält das gefüllte Glas offensichtlich für Wasser und schluckt alles hinunter.
Seabert überlebt diese Überdosis nicht, und Helen wird als Gattenmörderin angeklagt. Die Aussage der ehebrechenden Erzieherin belastet sie. Daraufhin meldet sich der Anwalt Johnson bei Helen und übernimmt ihren Fall. Seine Untersuchungen entlasten die junge Witwe. Dann kommt es zu einem Großbrand in der Seabert-Villa, bei dem die Gouvernante schwer verletzt wird. Sterbend gesteht sie ihre Falschaussage. Helen wird freigesprochen und kann endlich doch noch Mrs. Johnson werden.

## Produktionsnotizen
Ultimo entstand im Messter-Film-Atelier in der Blücherstraße 32, passierte die Filmzensur im November 1913 und wurde am 13. Februar 1914 uraufgeführt. In Österreich-Ungarn, wo der Film 968 Meter lang war, wurde Ultimo ab dem 6. März 1914 gezeigt. Der Dreiakter besaß 35 Zwischentitel und hatte eine Länge von ursprünglich 1016 Metern, nach der Neuzensur im Februar 1921 waren es nur noch 904 Meter.

## Kritik
„Der neue Messterfilm ‚Ultimo‘ ist ein Werk allererster Klasse in der Gattung der sensationellen Gesellschaftsdramen. Photographisch künstlerisch, mit prächtiger Ausstattung, wird die Darstellung noch durch die geniale Inszenierungskunst Doktor Hans Oberländers unterstützt. Mit einem künstlerisch hochgebildeten Schauspielermaterial läßt es sich da schon etwas ausrichten und so ist aus dem an und für sich sehr guten Szenarium ein hochinteressantes Drama im Film entstanden. (…) Hübsche Gesellschaftsbilder, interessante Börsenszenen und der großartige Brand der Villa im dritten Akt ragen aus der spannenden Handlung hervor.“